# ۹۸۸۵ لینوکس
سیارک ۹۸۸۵ لینوکس (به انگلیسی: 9885 Linux، نامگذاری:1994TM14) نه هزار و هشتصد و هشتاد و پنجمین سیارک کشف شده‌است که در ۱۲ اکتبر ۱۹۹۴ کشف شد.
قدر مطلق سیارک برابر ۱۳٫۷۰ است.
این سیارک به نام لینوکس نام‌گذاری شده‌است.